# Marijampolė (municipi)
Marijampolė (en lituà, Marijampolė savivaldybe) és un dels 60 municipis de Lituània, situat dins el comtat de Marijampolė, i que forma part de la regió de Suvalkija. La capital del municipi és la ciutat homònima.

## Seniunijos
- Gudelių seniūnija (Gudeliai)
- Igliaukos seniūnija (Igliauka)

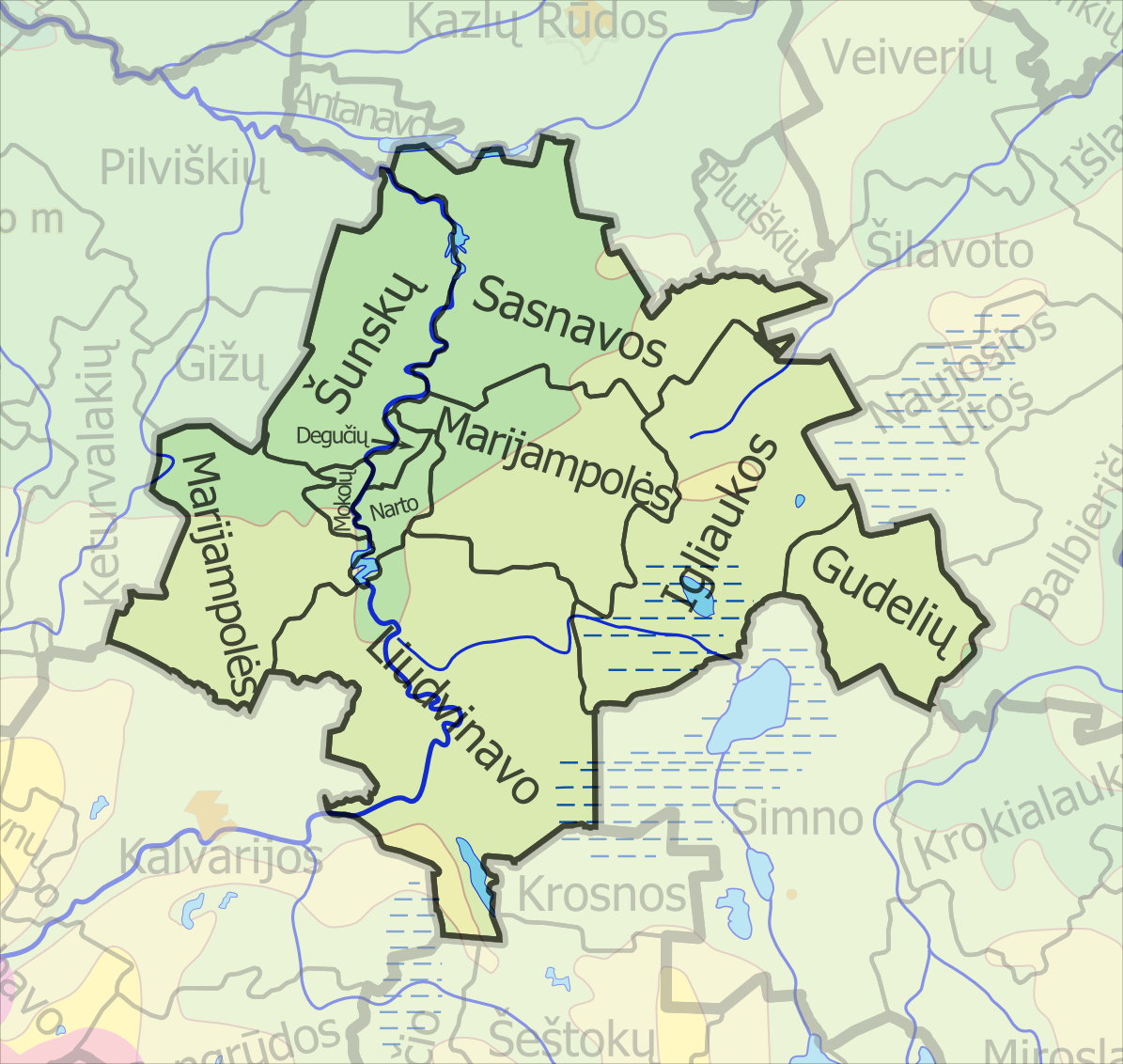
Seniunijos del municipi de Marijampolė

- Liudvinavo seniūnija (Liudvinavas)
- Marijampolės seniūnija (Marijampolė)
- Sasnavos seniūnija (Sasnava)
- Šunskų seniūnija (Šunskai)

Seniūnijos urbans que formen la vila de Marijampolė:
- Degučių seniūnija
- Mokolų seniūnija
- Narto seniūnija